# Go! Żyj po swojemu
GO! Żyj po swojemu (hiszp. GO! Vive a tu manera) – argentyńska telenowela wyprodukowana przez oddziały Onceloops i Kuarzo Entertainment Argentina. Telenowela pojawiła się 22 lutego 2019 roku w serwisie Netflix we wszystkich krajach świata, włącznie z Polską.
Twórcą serialu jest Sebastián Mellino, który zajmował się kierownictwem muzycznym w serialach Violetta i Soy Luna, jedną ze scenarzystów jest Patricia Maldonado, która zajmowała się też scenariuszem do seriali Rebelde Way i Chiquititas, a jednym z producentów jest Víctor Tevah, który był również producentem w serialach Violetta, Soy Luna i Jedenastka.
Dnia 14 marca 2019 roku zostało potwierdzone, że serial został przedłużony o drugi sezon, którego premiera miała miejsce 21 czerwca 2019 roku na platformie Netflix. W lutym 2020 roku został potwierdzony trzeci sezon serialu. Jednak w sierpniu 2020 roku zostało potwierdzone, że trzeci sezon nie powstanie.

## Opis fabuły
Mía (Pilar Pascual), która ma ogromny talent muzyczny i mieszka ze swoją matką chrzestną, otrzymuje stypendium, żeby się uczyć w szkole artystycznej Saint Mary. Gdy Mía stawia swoje pierwsze kroki w szkole, przystosowuje się do niej i spotyka nowych przyjaciół, natrafia również na córkę właścicieli szkoły, Lupe (Renata Toscano), która jest najbardziej utalentowaną i najpopularniejszą uczennicą szkoły. Z tego powodu Mía, wspólnie z dwojgiem nowych przyjaciół, ciężko pracuje, żeby również być utalentowaną uczennicą szkoły. Mía spotyka również Álvaro (José Giménez Zapiola), gwiazdę szkolnej drużyny koszykarskiej, w którym się zakochuje. Álvaro również nie jest osobą bez problemów, bo jest przyrodnim bratem Lupe i ma napięte stosunki z Juanmą (Santiago Sáez), który jest chłopakiem Lupe. Oboje zakochują się w Mìi.
Dziewczyna również będzie miała problemy z wyrażaniem swoich uczuć, ale mimo to pokaże swoim przyjaciołom, jak to zrobić, choć to sprawi jej wiele problemów w próbie dopasowania i bycia częścią jej nowego życia.

## Obsada

### Pierwszoplanowa obsada
- Pilar Pascual – Mía Cáceres
- Renata Toscano – Lupe Achával
- José Giménez Zapiola – Álvaro Paz
- Santiago Sáez – Juanma Portolesi
- Axel Muñiz – Gaspar Fontán
- Carmela Barsamián – Zoe Caletián
- Paulo Sánchez Lima – Simón
- María José Cardozo – Agustina
- María José Chicar – Sofía
- Gastón Ricaud – Ramiro Achával
- Laura Azcurra – Mercedes Achával

### Drugoplanowa obsada
- Simón Hempe – Federico Nacas
- Daniel Rosado – Nicolás Ferrari
- Manuel Ramos – Tobías Acera
- Bautista Lena – Martín Beltrán
- Antonella Carabelli – Olivia Andrade
- Carolina Domenech – Lola
- Nicole Luis – Ivana
- Ana Paula Pérez – Martina
- Sofía Morandi – Nina Canale
- Agustina Mindlin – Mara Mucci
- Andrés Montorfano – Mauro Moreira
- Ana Florencia Gutiérrez – Gloria
- Gonzalo Revoredo – Marcelo Villka
- Florencia Benitez – Florencia
- Josefina de Achával – Mariana
- Melania Lenoir – Isabel
- Samuel Nascimento – Fabricio
- Johanna Francella – Rosario
- Mayra Yossica Machado Rada – Yosy
- Luisa Drozdek – Teresa
- Daniel Campomenosi – Javier Paz
- Marina Castillo – Hortensia

### Polski dubbing[8]
- Dominika Sell-Kukułka – Mía Cáceres
- Karol Jankiewicz – Álvaro Paz
- Magdalena Wasylik – Lupe Achával
- Maksymilian Bogumił – Juanma Portolesi
- Maciej Falana – Gaspar Fontán
- Kim Grygierzec – Zoe Caletián
- Józef Pawłowski – Simón
- Marta Dobecka – Agustina Goméz
- Karolina Bacia – Sofia
- Mateusz Kwiecień – Federico Nacas
- Jakub Świderski – Nicolás Ferrari
- Maksymilian Michasiów – Tobías Acera
- Karol Osentowski – Martín Beltran
- Marta Kurzak – Olívia Andrade
- Paulina Łaba – Martina
- Radosław Pazura – Ramiro Achával
- Joanna Węgrzynowska-Cybińska – Mercedes Achával

## Lista odcinków

### Sezon 1 (2019)
| Nr | #  | Tytuł       | Polski tytuł | Reżyseria                           | Scenariusz                                                | Premiera / (Netflix) |
| -- | -- | ----------- | ------------ | ----------------------------------- | --------------------------------------------------------- | -------------------- |
| 1  | 1  | Capítulo 1  | Odcinek 1    | Mauro Scandolari i Estela Cristiani | Sebastián Mellino, Sebastián Parrota i Patricia Maldonado | 22 lutego 2019       |
| 2  | 2  | Capítulo 2  | Odcinek 2    | Mauro Scandolari i Estela Cristiani | Sebastián Mellino, Sebastián Parrota i Patricia Maldonado | 22 lutego 2019       |
| 3  | 3  | Capítulo 3  | Odcinek 3    | Mauro Scandolari i Estela Cristiani | Sebastián Mellino, Sebastián Parrota i Patricia Maldonado | 22 lutego 2019       |
| 4  | 4  | Capítulo 4  | Odcinek 4    | Mauro Scandolari i Estela Cristiani | Sebastián Mellino, Sebastián Parrota i Patricia Maldonado | 22 lutego 2019       |
| 5  | 5  | Capítulo 5  | Odcinek 5    | Mauro Scandolari i Estela Cristiani | Sebastián Mellino, Sebastián Parrota i Patricia Maldonado | 22 lutego 2019       |
| 6  | 6  | Capítulo 6  | Odcinek 6    | Mauro Scandolari i Estela Cristiani | Sebastián Mellino, Sebastián Parrota i Patricia Maldonado | 22 lutego 2019       |
| 7  | 7  | Capítulo 7  | Odcinek 7    | Mauro Scandolari i Estela Cristiani | Sebastián Mellino, Sebastián Parrota i Patricia Maldonado | 22 lutego 2019       |
| 8  | 8  | Capítulo 8  | Odcinek 8    | Mauro Scandolari i Estela Cristiani | Sebastián Mellino, Sebastián Parrota i Patricia Maldonado | 22 lutego 2019       |
| 9  | 9  | Capítulo 9  | Odcinek 9    | Mauro Scandolari i Estela Cristiani | Sebastián Mellino, Sebastián Parrota i Patricia Maldonado | 22 lutego 2019       |
| 10 | 10 | Capítulo 10 | Odcinek 10   | Mauro Scandolari i Estela Cristiani | Sebastián Mellino, Sebastián Parrota i Patricia Maldonado | 22 lutego 2019       |
| 11 | 11 | Capítulo 11 | Odcinek 11   | Mauro Scandolari i Estela Cristiani | Sebastián Mellino, Sebastián Parrota i Patricia Maldonado | 22 lutego 2019       |
| 12 | 12 | Capítulo 12 | Odcinek 12   | Mauro Scandolari i Estela Cristiani | Sebastián Mellino, Sebastián Parrota i Patricia Maldonado | 22 lutego 2019       |
| 13 | 13 | Capítulo 13 | Odcinek 13   | Mauro Scandolari i Estela Cristiani | Sebastián Mellino, Sebastián Parrota i Patricia Maldonado | 22 lutego 2019       |
| 14 | 14 | Capítulo 14 | Odcinek 14   | Mauro Scandolari i Estela Cristiani | Sebastián Mellino, Sebastián Parrota i Patricia Maldonado | 22 lutego 2019       |
| 15 | 15 | Capítulo 15 | Odcinek 15   | Mauro Scandolari i Estela Cristiani | Sebastián Mellino, Sebastián Parrota i Patricia Maldonado | 22 lutego 2019       |

### Sezon 2 (2019)
| Nr | #  | Tytuł       | Polski tytuł | Reżyseria                           | Scenariusz                                                | Premiera / (Netflix) |
| -- | -- | ----------- | ------------ | ----------------------------------- | --------------------------------------------------------- | -------------------- |
| 16 | 1  | Capítulo 1  | Odcinek 1    | Mauro Scandolari i Estela Cristiani | Sebastián Mellino, Sebastián Parrota i Patricia Maldonado | 21 czerwca 2019      |
| 17 | 2  | Capítulo 2  | Odcinek 2    | Mauro Scandolari i Estela Cristiani | Sebastián Mellino, Sebastián Parrota i Patricia Maldonado | 21 czerwca 2019      |
| 18 | 3  | Capítulo 3  | Odcinek 3    | Mauro Scandolari i Estela Cristiani | Sebastián Mellino, Sebastián Parrota i Patricia Maldonado | 21 czerwca 2019      |
| 19 | 4  | Capítulo 4  | Odcinek 4    | Mauro Scandolari i Estela Cristiani | Sebastián Mellino, Sebastián Parrota i Patricia Maldonado | 21 czerwca 2019      |
| 20 | 5  | Capítulo 5  | Odcinek 5    | Mauro Scandolari i Estela Cristiani | Sebastián Mellino, Sebastián Parrota i Patricia Maldonado | 21 czerwca 2019      |
| 21 | 6  | Capítulo 6  | Odcinek 6    | Mauro Scandolari i Estela Cristiani | Sebastián Mellino, Sebastián Parrota i Patricia Maldonado | 21 czerwca 2019      |
| 22 | 7  | Capítulo 7  | Odcinek 7    | Mauro Scandolari i Estela Cristiani | Sebastián Mellino, Sebastián Parrota i Patricia Maldonado | 21 czerwca 2019      |
| 23 | 8  | Capítulo 8  | Odcinek 8    | Mauro Scandolari i Estela Cristiani | Sebastián Mellino, Sebastián Parrota i Patricia Maldonado | 21 czerwca 2019      |
| 24 | 9  | Capítulo 9  | Odcinek 9    | Mauro Scandolari i Estela Cristiani | Sebastián Mellino, Sebastián Parrota i Patricia Maldonado | 21 czerwca 2019      |
| 25 | 10 | Capítulo 10 | Odcinek 10   | Mauro Scandolari i Estela Cristiani | Sebastián Mellino, Sebastián Parrota i Patricia Maldonado | 21 czerwca 2019      |
| 26 | 11 | Capítulo 11 | Odcinek 11   | Mauro Scandolari i Estela Cristiani | Sebastián Mellino, Sebastián Parrota i Patricia Maldonado | 21 czerwca 2019      |
| 27 | 12 | Capítulo 12 | Odcinek 12   | Mauro Scandolari i Estela Cristiani | Sebastián Mellino, Sebastián Parrota i Patricia Maldonado | 21 czerwca 2019      |
| 28 | 13 | Capítulo 13 | Odcinek 13   | Mauro Scandolari i Estela Cristiani | Sebastián Mellino, Sebastián Parrota i Patricia Maldonado | 21 czerwca 2019      |
| 29 | 14 | Capítulo 14 | Odcinek 14   | Mauro Scandolari i Estela Cristiani | Sebastián Mellino, Sebastián Parrota i Patricia Maldonado | 21 czerwca 2019      |
| 30 | 15 | Capítulo 15 | Odcinek 15   | Mauro Scandolari i Estela Cristiani | Sebastián Mellino, Sebastián Parrota i Patricia Maldonado | 21 czerwca 2019      |

### Odcinek specjalny (2019)
| Nr | #  | Tytuł                    | Polski tytuł              | Reżyseria                           | Scenariusz                                                | Premiera / (Netflix) |
| -- | -- | ------------------------ | ------------------------- | ----------------------------------- | --------------------------------------------------------- | -------------------- |
| S1 | S1 | Go! La Fiesta Invoidable | GO! Niezapomniana impreza | Mauro Scandolari i Estela Cristiani | Sebastián Mellino, Sebastián Parrota i Patricia Maldonado | 15 listopada 2019    |

## Dyskografia
| Rok  | Dane albumu |
| ---- | --- |
| 2019 | Go! Vive a Tu Manera (Banda Sonora Original) - Wydany: 18 stycznia 2019 - Wytwórnia: Warner Music Argentina - Format: CD, digital download |
| 2019 | No Tengo Miedo De Amar - Wydany: 21 czerwca 2019 - Wytwórnia: Warner Music Argentina - Format: CD, digital download                        |